# Бойчук Марта Ігорівна
Бойчук Марта Ігорівна (нар.7 липня 1989) — українська спортсменка, яка спеціалізується на стрільбі з пневматичного пістолета, срібна призерка літньої Універсіади у Казані.

## Спортивні результати

### Універсіада 2013
На літній Універсіаді у Казані Марта виступала у 4 дисциплінах. та завоювала срібну медаль у командних змаганнях зі стрільби з пістолету на 25 метрів разом з Оленою Костевич та Катериною Дьомкіною.
У командних змаганнях зі стрільби з пневматичного пістолета на 10 метрів Бойчук посіла шосте місце. В індивідуальних змаганнях у цій же дисципліні Марта не пробилась до фіналу, показавши у кваліфікації 24 результат. У стрільбі з пістолета з відстані 25 метрів не кваліфікувалась, показавши 23 результат.

## Державні нагороди
- Орден княгині Ольги III ст. (25 липня 2013) — за досягнення високих спортивних результатів на XXVII Всесвітній літній Універсіаді в Казані, виявлені самовідданість та волю до перемоги, піднесення міжнародного авторитету України[4]